# Этрусский алфавит

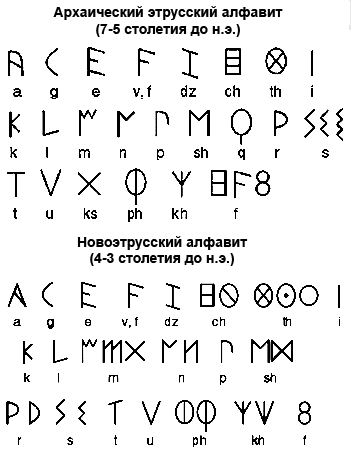
Этрусские алфавиты, реконструкция

Этру́сский алфави́т — набор символов, характерный для письменного этрусского языка. Создан на основе западногреческого алфавита.
Относится к италийским алфавитам.

## История
Наиболее известные памятники этрусской письменности — надгробия и керамика. В настоящее время известно около девяти тысяч надписей, выполненных с помощью этрусского алфавита — они найдены на надгробных плитах, вазах, статуях, зеркалах и драгоценностях. Также были найдены фрагменты полотняной этрусской книги «Liber Linteus».
Направление письма — в основном справа налево, изредка — слева направо и бустрофедон: одна строчка написана слева направо, вторая строчка — справа налево, третья — слева направо и т. д. Слова не всегда отделялись друг от друга.
Этрусские надписи были непонятны уже римлянам, у которых существовала пословица «etruscum non legitur» («этрусское не читается»). Все позднейшие попытки прочесть этрусские надписи на основе какого-либо из известных языков не имели успеха; преобладает точка зрения, согласно которой этрусский язык не родственен известным европейским языкам и является изолированным.

## Состав
Древнейший абецедарий — табличка из Марсилианы (нем.), содержавшая полный перечень (26) знаков алфавита. Знаки — те же, что и в западногреческом алфавите, за исключением решёткообразного ξ, характерного скорее для восточногреческого. Позднее из алфавита исчезло 7 знаков: вместо парных звонких — глухих остаётся знак обычно только для глухого (за исключением гаммы — c), исчезает знак для гласного o, а также два знака для сибилянтов и два знака для [k]; в то же время появляется новый знак 8, читающийся как [f]. В этрусском алфавите был весьма богат набор знаков для сибилянтов, за всё время использования этрусского алфавита их существовало пять: ξ (решёткообразный, от восточногреческой кси), ś (M-образный, от греческой сан), s (S-образный, от упрощённого написания сигмы), s̀ (Σ-образный, от полного написания сигмы), ŝ (крестообразный, от западногреческой кси).
Чтение знаков реконструировано ещё в XIX веке на основании немногочисленных латинско-этрусских билингв, а также имён собственных, встречающихся как в этрусских, так и в латинских текстах.
На основании сравнения абецедариев можно выделить пять изменений в этрусском правописании:
- исключение b, d, ξ, o, ŝ из алфавита;
- добавление f в конец алфавита (VI век);
- исключение k и q в Южной Этрурии;
- исключение c и q в Северной Этрурии;
- замена k на c в Северной Этрурии (начиная с конца IV века и не позже III века).

Кроме знаков для [k], на юге и севере отличалось правописание сибилянтов (предположительно, [s] и [ʃ]):
- в Южной Этрурии s обозначала [s], а ś — [ʃ];
- в Северной Этрурии — с точностью до наоборот;
- в городах Вейи и Цере s обозначала [s], а для [ʃ] использовалась альтернативная форма сигмы, состоящая из четырёх штрихов — s̀.

| Символ | Начертание              | Начертание                 | Начертание                                                  | Начертание                  | Транслитерация | Условное название                | Звук  | Примечание |
| Символ | Модель (VII в до н. э.) | Раннее (VII—V вв до н. э.) | Промежуточное (V—IV вв. до н. э.)                           | Позднее (IV—I вв. до н. э.) | Транслитерация | Условное название                | Звук  | Примечание |
| ------ | ----------------------- | -------------------------- | ----------------------------------------------------------- | --------------------------- | -------------- | -------------------------------- | ----- | --- |
| 𐌀      |                         |                            |                                                             |                             | a              | альфа                            | [a]   | |
| 𐌁      |                         | —                          | —                                                           | —                           | b              | бета                             | ([b]) | Встречается только в ранних абецедариях, на письме не использовалась |
| 𐌂      |                         |                            |                                                             |                             | c              | гамма                            | [k]   | Первоначально использовалась только перед e и i, позже стала использоваться во всех позициях в центральной Этрурии и исчезла в северной Этрурии; начиная с конца IV в. вытеснила k и на севере  |
| 𐌃      |                         | —                          | —                                                           | —                           | d              | дельта                           | ([d]) | Встречается только в ранних абецедариях, на письме не использовалась |
| 𐌄      |                         |                            |                                                             |                             | e              | эпсилон                          | [e]   | |
| 𐌄      | —                       | —                          |                                                             |                             | ê              | эпсилон (зеркальный)             | [e]   | Модификация e, использовавшаяся в Кортоне параллельно с обычным начертанием |
| 𐌅      |                         |                            |                                                             |                             | v              | вав                              | [w]   | |
| 𐌆      |                         |                            |                                                             |                             | z              | дзета                            | [t͡s]  | |
| 𐌇      |                         |                            |                                                             |                             | h              | эта                              | [h]   | |
| 𐌈      |                         |                            |                                                             |                             | θ              | тета                             | [tʰ]  | |
| 𐌉      |                         |                            |                                                             |                             | i              | йота                             | [i]   | |
| 𐌊      |                         |                            |                                                             | —                           | k              | каппа                            | [k]   | Первоначально использовалась только перед a, позже стала использоваться во всех позициях в северной Этрурии и исчезла в центральной Этрурии; начиная с конца IV в. была вытеснена c и на севере |
| 𐌋      |                         |                            |                                                             |                             | l              | лямбда                           | [l]   | |
| 𐌌      |                         |                            |                                                             |                             | m              | мю                               | [m]   | |
| 𐌍      |                         |                            |                                                             |                             | n              | ню                               | [n]   | |
| 𐌎      |                         | —                          | —                                                           | —                           | ξ              | самех                            | ([s]) | Встречается только в ранних абецедариях, на письме не использовалась |
| 𐌏      |                         | —                          | —                                                           | —                           | o              | омикрон                          | ([o]) | Встречается только в ранних абецедариях, на письме не использовалась |
| 𐌐      |                         |                            |                                                             |                             | p              | пи                               | [p]   | |
| 𐌑      |                         |                            |                                                             |                             | ś              | саде                             | [s]   | В северной Этрурии |
| 𐌑      | ꞩ́                       | [ʃ]                        | В центральной Этрурии                                       |                             |                | саде                             |       | |
| 𐌒      |                         |                            | —                                                           | —                           | q              | коппа                            | [k]   | Первоначально использовалась только перед u, позже была вытеснена c в центральной Этрурии и k в северной Этрурии                                                                                |
| 𐌓      |                         |                            |                                                             |                             | r              | ро                               | [r]   | |
| 𐌔      |                         |                            |                                                             |                             | s              | сигма (в три штриха)             | [s]   | В центральной Этрурии, а также в Вейях и Цере |
| 𐌔      | ꞩ                       | [ʃ]                        | В северной Этрурии                                          |                             |                | сигма (в три штриха)             |       | |
| 𐌔      |                         |                            |                                                             |                             | s̀              | сигма (в четыре и более штрихов) | [s]   | |
| 𐌔      | ꞩ̀                       | [ʃ]                        | Использовалась только в Вейях и Цере с конца VI в. до н. э. |                             |                | сигма (в четыре и более штрихов) |       | |
| 𐌕      |                         |                            |                                                             |                             | t              | тау                              | [t]   | |
| 𐌖      |                         |                            |                                                             |                             | u              | ипсилон                          | [u]   | |
| 𐌗      |                         |                            | —                                                           | —                           | ŝ              | кси                              | [s]   | Использовалась в ранних абецедариях и, в течение VII—VI вв. до н. э., в Вейях и Цере |
| 𐌘      |                         |                            |                                                             |                             | φ              | фи                               | [pʰ]  | |
| 𐌙      |                         |                            |                                                             |                             | χ              | хи                               | [kʰ]  | |
| 𐌚      | —                       |                            |                                                             |                             | f              | эф                               | [f]   | Появилась в VI в. взамен ранее использовавшихся диграфов vh и hv, происхождение неизвестно |

## Цифры
| Название   | Число | Символ * |
| ---------- | ----- | -------- |
| θu         | 1     |          |
| maχ        | 5     |          |
| śar? halχ? | 10    |          |
| muvalχ     | 50    |          |
| ?          | 100   | или C    |